# مجارستان در المپیک تابستانی ۲۰۲۴
کاروان المپیکی مجارستان، یکی از کاروان‌های شرکت‌کننده در بازی‌های المپیک تابستانی ۲۰۲۴ بود. این دوره از بازی‌ها از ۲۶ ژوئیه تا ۱۱ اوت ۲۰۲۴ (۵ تا ۲۱ امرداد ۱۴۰۳ خورشیدی) به میزبانی پاریس، پایتخت فرانسه برگزار شد. مجارها در تمامی ادوار المپیک به جز دو مورد شرکت کرده‌اند؛ ۱۹۲۰ آنتورپ به دلیل قوانین کشور تحت تأثیر جنگ جهانی اول و ۱۹۸۴ لس آنجلس به دلیل حمایت از شوروی در تحریم بازی‌های المپیک ۱۹۸۴.
مجارستان در پایان این دوره از بازی‌ها با کسب ۱۹ مدال (شامل ۶ طلا، ۷ نقره و ۶ برنز) در جایگاه چهاردهم رده‌بندی نهایی این دوره از بازی‌ها ایستاد.

## مدال‌آوران
| مدال | ورزشکار                                               | ورزش         | رویداد                      | تاریخ    |
| ---- | ----------------------------------------------------- | ------------ | --------------------------- | -------- |
| طلا  | هوبرت کوش                                             | شنا          | کرال‌پشت ۲۰۰ متر مردان       | ۱ اوت    |
| طلا  | تیبور آندراسفی ماته توماش کوچ گرگی شیکلوشی داوید ناگی | شمشیربازی    | اپه تیمی مردان              | ۲ اوت    |
| طلا  | کریستوف میلاک                                         | شنا          | ۱۰۰ متر پروانه مردان        | ۳ اوت    |
| طلا  | کریشتوف راشوفسکی                                      | شنا          | ماراتن ۱۰ کیلومتر مردان     | ۹ اوت    |
| طلا  | ویویانا مارتون                                        | تکواندو      | ۶۷ کیلوگرم زنان             | ۹ اوت    |
| طلا  | میشل گولیاش                                           | پنج‌گانه مدرن | انفرادی زنان                | ۱۱ اوت   |
| نقره | کریستوف میلاک                                         | شنا          | ۲۰۰ متر پروانه مردان        | ۳۱ ژوئیه |
| نقره | چاناد گمشی کریستیان راب آندراش ساتماری آرون ژیلاگی    | شمشیربازی    | سابر تیمی مردان             | ۳۱ ژوئیه |
| نقره | بنتسه هالاس                                           | دو و میدانی  | پرتاب چکش مردان             | ۴ اوت    |
| نقره | تامارا چیپش آلیدا دورا گاژو                           | قایقرانی     | کایاک دونفره ۵۰۰ متر زنان   | ۹ اوت    |
| نقره | بنتسه ناداش ساندور توتکا                              | قایقرانی     | کایاک دونفره ۵۰۰ متر مردان  | ۹ اوت    |
| نقره | تامارا چیپش                                           | قایقرانی     | کایاک یک‌‌نفره ۵۰۰ متر زنان   | ۱۰ اوت   |
| نقره | آدام وارگا                                            | قایقرانی     | کایاک یک‌نفره ۱۰۰۰ متر مردان | ۱۰ اوت   |
| برنز | استر موهاری                                           | شمشیربازی    | اپه زنان                    | ۲۷ ژوئیه |
| برنز | ورونیکا مایور                                         | تیراندازی    | تپانچه ۲۵ متر زنان          | ۳ اوت    |
| برنز | تامارا چیپش سارا فویت آلیدا دورا گاژو نئومی پوپ       | قایقرانی     | کایاک چهارنفره ۵۰۰ متر زنان | ۸ اوت    |
| برنز | دیوید بتلهم                                           | شنا          | ماراتن ۱۰ کیلومتر مردان     | ۹ اوت    |
| برنز | سارا فویت نئومی پوپ                                   | قایقرانی     | کایاک دونفره ۵۰۰ متر زنان   | ۹ اوت    |
| برنز | بالینت کوپاس                                          | قایقرانی     | کایاک یک‌نفره ۱۰۰۰ متر مردان | ۱۰ اوت   |

### چندمداله‌ها
| ندگاننام         | مدال               | ورزش     | رویداد                                             |
| ---------------- | ------------------ | -------- | -------------------------------------------------- |
| کریستوف میلاک    | طلا · نقره         | شنا      | پروانه ۱۰۰ متر مردان پروانه ۲۰۰ متر مردان          |
| تامارا چیپش      | نقره · نقره · برنز | قایقرانی | K-1 زنان ۵۰۰ متر K-2 زنان ۵۰۰ متر K-4 500 متر زنان |
| آلیدا دورا گازسو | نقره · برنز        | قایقرانی | K-2 زنان ۵۰۰ متر K-4 500 متر زنان                  |
| سارا فویت        | برنز · برنز        | قایقرانی | K-2 زنان ۵۰۰ متر K-4 500 متر زنان                  |
| نئومی پوپ        | برنز · برنز        | قایقرانی | K-2 زنان ۵۰۰ متر K-4 500 متر زنان                  |

## شرکت‌کنندگان
| ورزش             | مردان | زنان | کل  |
| ---------------- | ----- | ---- | --- |
| دو و میدانی      | ۶     | ۱۲   | ۱۸  |
| بوکس             | ۲     | ۱    | ۳   |
| قایقرانی         | ۹     | ۷    | ۱۶  |
| دوچرخه‌سواری      | ۱     | ۱    | ۲   |
| سوارکاری         | ۱     | ۰    | ۱   |
| شمشیربازی        | ۹     | ۶    | ۱۵  |
| ژیمناستیک        | ۱     | ۴    | ۵   |
| هندبال           | ۱۷    | ۱۷   | ۳۴  |
| جودو             | ۴     | ۳    | ۷   |
| پنج‌گانه مدرن     | ۲     | ۲    | ۴   |
| روئینگ           | ۱     | ۰    | ۱   |
| قایقرانی بادبانی | ۱     | ۱    | ۲   |
| تیراندازی        | ۲     | ۳    | ۵   |
| شنا              | ۱۲    | ۱۱   | ۲۳  |
| تنیس روی میز     | ۱     | ۲    | ۳   |
| تکواندو          | ۲     | ۱    | ۳   |
| تنیس             | ۲     | ۰    | ۲   |
| سه‌گانه           | ۲     | ۱    | ۳   |
| واترپلو          | ۱۳    | ۱۳   | ۲۶  |
| کشتی             | ۴     | ۱    | ۵   |
| کل               | ۹۲    | ۸۶   | ۱۷۸ |